# Ferret 7
Ferret 7 – siódmy w serii Ferret amerykański satelita wywiadu elektronicznego. Najprawdopodobniej służył do rejestrowania sygnałów radzieckich radarów obrony przeciwlotniczej, telemetrii rakiet i satelitów, oraz podsłuchiwania komunikacji głosowej.

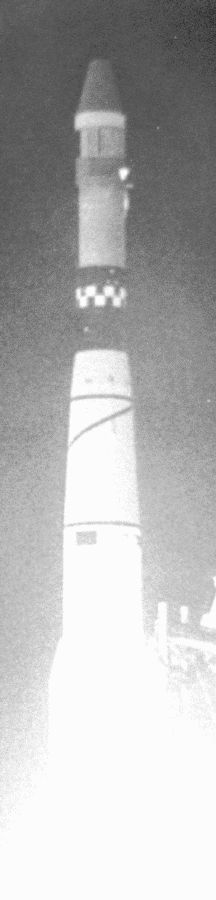
Rakieta Thor SLV-2A Agena D wynosząca satelitę Ferret 5